# Polystichum discretum
Polystichum discretum là một loài thực vật có mạch trong họ Dryopteridaceae. Loài này được (D. Don) J. Sm. miêu tả khoa học đầu tiên năm 1841.